# 北京等离子体学会
北京等离子体学会是一个学术性团体，成立于1980年8月8日。

## 历史
1980年以前，科协属下的纯学术性社团组织都是自上而下成立，有正规的办公地点，由国家提供活动经费，一般都出版重要的学术刊物，并定期举办学术交流会。改革开放的春风没有忘记吹动科技体制的池塘，富集了大院大所和高等院校的海淀区暗流涌动。1979年底，由中科院力学所自下而上地发起了北京等离子体学会，并于1980年8月8日正式成立，挂靠单位是力学所。这个学术性社团组织以科技成果产业化为主要宗旨。
创办过程当中的关键人物包括：1962年从莫斯科动力学院留学回国的力学所王殿儒（常务副秘书长），由于美国反共而被迫归国的电磁流体力学及等离子体动力学研究室主任潘良儒教授（副理事长），力学所副所长、中科院院士、国务院学位委员和全国政协委员谈镐生院士（理事长），主管力学所科技管理工作的科技处处长骥家驹（秘书长），中科院物理所等离子体研究室室主任、教授级研究员陈春先（副理事长），中科院物理所副研究员汪诗金（常务理事兼副秘书长）。
当时北京市科协党组书记田夫的夫人周素是力学所十一室的室主任和党支部书记，恰好是学会的筹备工作小组组长王殿儒的上级。学会刚成立的时候，经过谈镐生出面，经骥家驹批准，由王殿儒临时从力学所的财务组拆借了500元钱，作为学会的活动经费。
1980年10月23日，陈春先、纪世瀛等人在学会的基础上，创办了北京等离子体学会先进技术发展服务部。
1985年王殿儒辞去了科学院的公职，也不再从事学会秘书工作，学会挂靠单位改为中科院电工所。
国务院于1998年9月25日颁布的《民办非企业单位登记管理暂行条例》第31条规定，“本条例施行前已经成立的民办非企业单位，应当自本条例实施之日起1年内（即1999年10月25日以前）依照本条例有关规定申请登记。”1999年10月北京市科协下发整顿文件，北京等离子体学会无法提供5万元注册资金，而提出暂时注销，没有重新进行社团登记。